# Ксанти
Кса́нти (греч. Ξάνθη, тур. İskeçe) — город в Греции, административный центр одноимённой общины и одноимённой периферийной единицы в периферии Восточная Македония и Фракия. Вместе с городами Комотини (Гюмюрджина) и Александруполис (Дедеагач), Ксанти — один из трёх главных населённых пунктов культурно-исторической области Западная Фракия. Расположен на высоте 80 метров над уровнем моря. Население Ксанти — 56 122 человека по переписи 2011 года. Площадь 32,543 квадратных километра.
В Ксанти располагается один из кампусов Фракийского университета имени Демокрита, кафедра Ксанфийской и Перифеорийской митрополии Элладской православной церкви, монастырь Богородицы Каламу (Μονή Καλαμούς) и монастырь Архангелов.
В Ксанти находится одноимённая железнодорожная станция линии Салоники — Александруполис.

## История

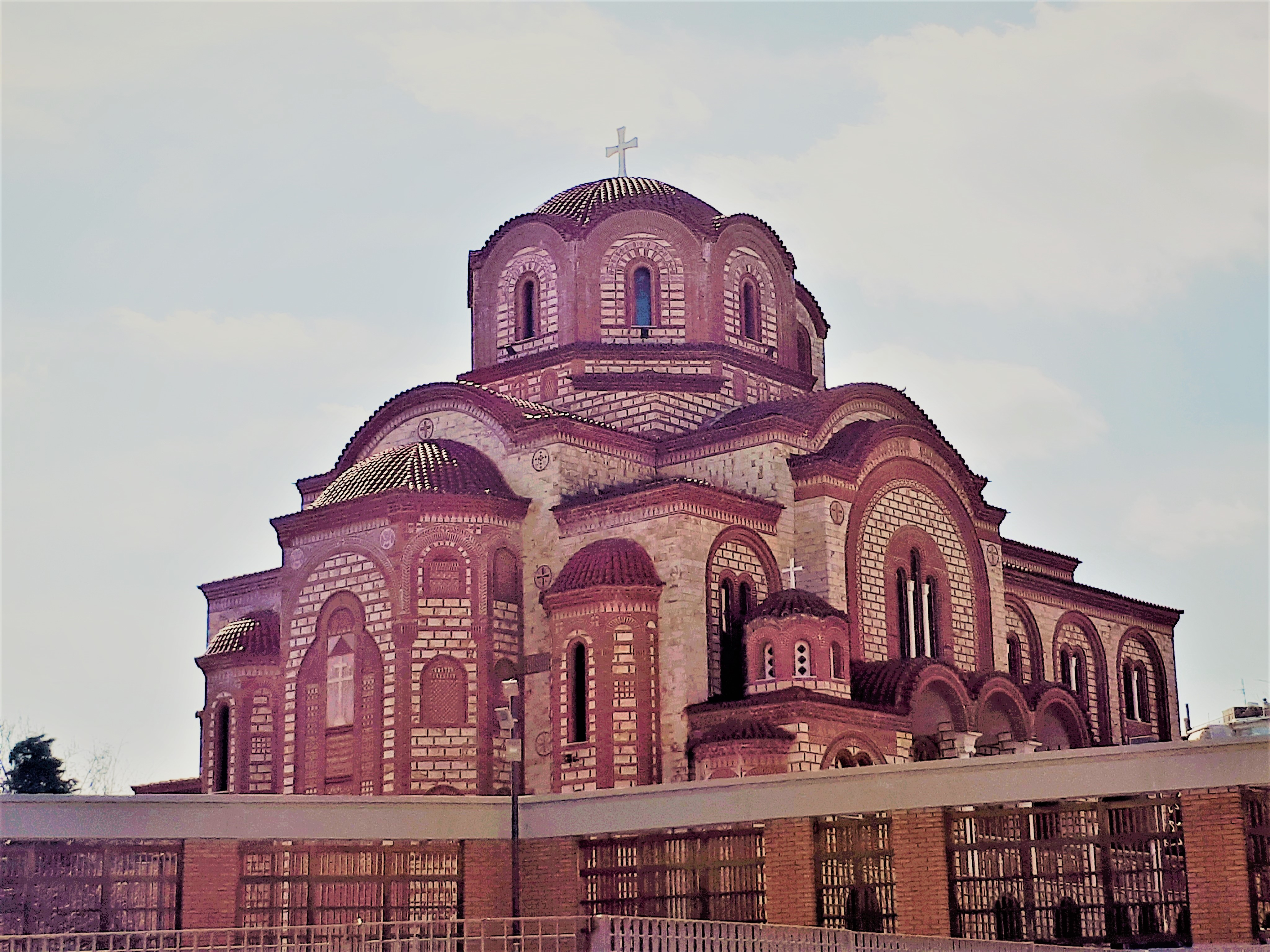
Кафедральный собор Ксанти

В районе между озером Вистонис на востоке и рекой Нестос на западе в древние времена жили фракийские племена бистоны (около озера Вистонис) и сапеи (к западу от озера Вистонис и вплоть до реки Нестос). В горах того же района жили в фракийские племена травсы (на северо-востоке, в долине реки Травос (Τραύος), протекающей через долину Эхинос и впадающей с севера в озеро Вистонис), сатры на севере и дии в долине Нестоса.
Центром Сатрейского союза была деревня, которая находилась у реки Косинтос (Коссинф), у входа в ущелье, ведущее во внутреннюю часть горной местности. Эта деревня в архаический период носила название Пара (Πάρα), что означало «проход, перевал».
Со временем название деревни было изменено на Топир (Τόπαρα ή Τόπειρος) с тем же значением.
В 100 году до н. э. деревню пересекла Эгнатиева дорога и Топир превратился в процветающий город. Благодаря своему стратегическому положению, в начале II века н. э. Топир был перестроен императором Траяном, как часть провинциальной политики, направленной на урбанизацию Фракии. В рамках этого территория, простиравшаяся на обоих берегах реки Нестос, стала густой сетью сельских поселений и крепостей. К югу от села Парадисос, около реки Нестос, ещё можно найти римские и византийские руины. Топир чеканил собственные монеты (II век н. э.).
В течение римского и ранневизантийского периода Топир был известен как один из самых важных городов на юго-западе Фракии. В 549—550 гг. город Топир (как и близлежащие Анастасиуполь и Траянополь (Трайянополис)) был разрушен славянами, до 15 тысяч мужчин были убиты на месте, а дети и женщины угнаны в рабство за Дунай. В 552 году Юстиниан I восстановил Топир, укрепил его высокими стенами и на сводах стен выстроил галерею.
В VIII веке Топир был восстановлен после землетрясения или набега варваров и переименован в Русион (Ρούσιον). Позже Русион был переименован в город Ксанфия (Ξάνθεια). Это название упоминается в документах Константинопольского собора в 879 году, где присутствовал епископ Георгиос (Γεώργιος).
Вначале, на месте современного города стояла маленькая деревня. Впоследствии этому посёлку пришлось стать немым свидетелем бурных периодов истории Фракии, таких как набеги, бедствия, этнические конфликты и гражданские войны. Население области Ксанти заметно поубавилось, когда турки-османы захватили область.
К 1715 году, Ксанти или Енисея (Енидже) становится известным местом по производству качественного табака. Торговля табаком по всей Европе сделала Ксанти процветающим местом. Однако в марте и апреле 1829 года, два землетрясения буквально стёрли город с лица земли. Тем не менее, город быстро восстановили. В 1870 году город снова пострадал, но уже от пожара.
В 1891 году мимо города прошла ветка железнодорожной магистрали, ускорив экономическое развитие города. К началу XX века население Ксанти составляло уже несколько тысяч жителей.
После Первой балканской войны, в 1912 году, Ксанти перешёл к Болгарии, но спустя 8 месяцев город заняла греческая армия. По результатам перемирия, заключённого в ходе второй балканской войны, Греция уступила Ксанти и Западную Фракию Болгарии. Территорией Болгарии Ксанти являлся вплоть до окончания Первой мировой войны. После болгарского поражения в этой войне, Западная Фракия и Ксанти, стала частью Греции. В 1941 году Болгария как союзник Германии оккупировала Ксанти. В 1944 году город был освобождён Греческой народно-освободительной армией-ЭЛАС.

## Население
| Год  | Население, человек |
| ---- | ------------------ |
| 1991 | 38 775             |
| 2001 | 46 457             |
| 2011 | ↗ 56 122           |

## Города-побратимы
- Гифхорн, Германия
- Бурса, Турция
- Смолян, Болгария

## Известные люди, родившиеся в городе
- Манос Хадзидакис (1925—1994) — композитор.
- Мелпо Мерлье (Логотети) (1889—1979) — музыковед и этнограф, основала Центр Малоазийских исследований в Афинах.
- Христодул (1939—2008) — архиепископ Афинский (1998—2008).

## Галерея

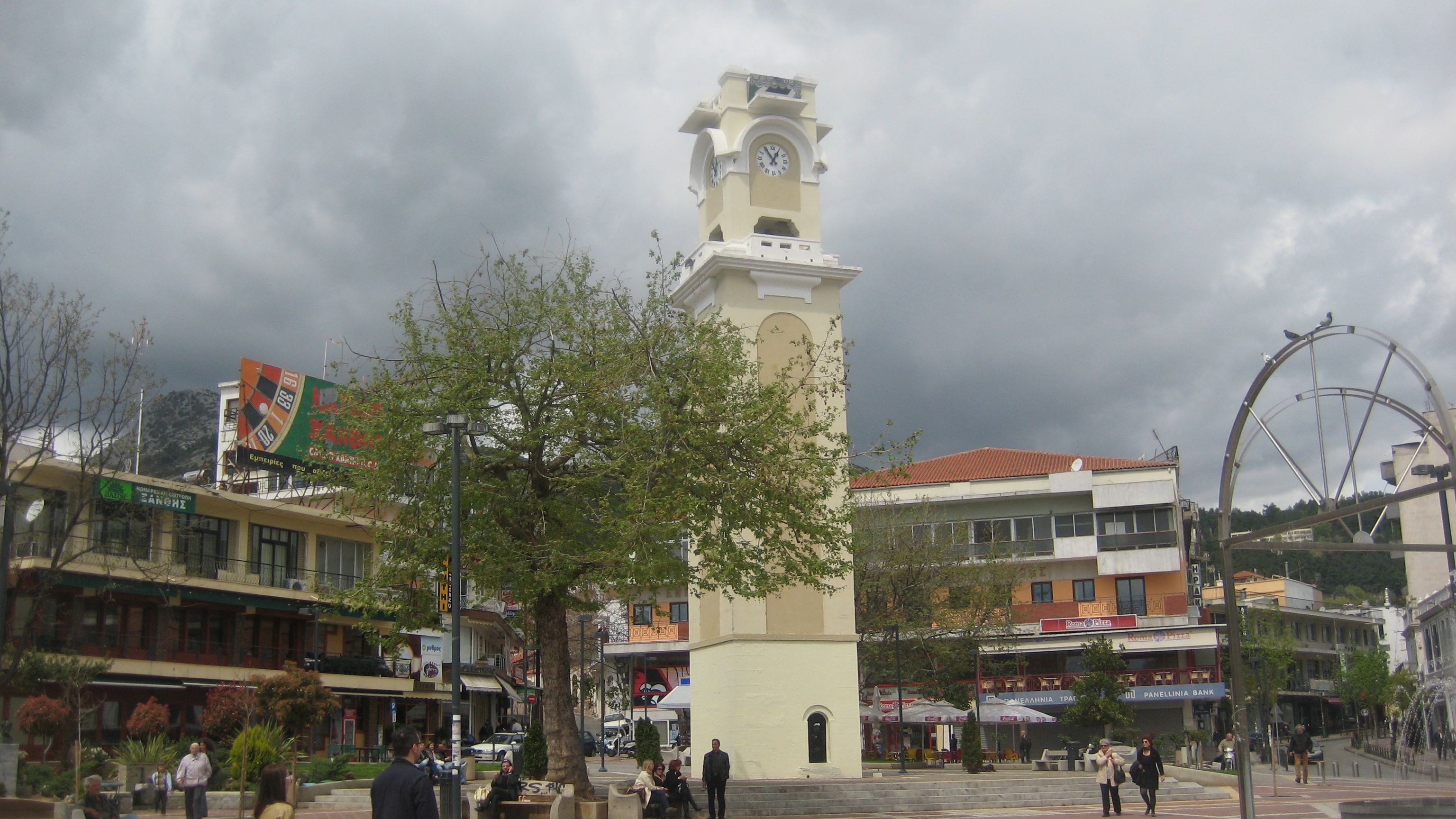
Часовая башня Ксанти
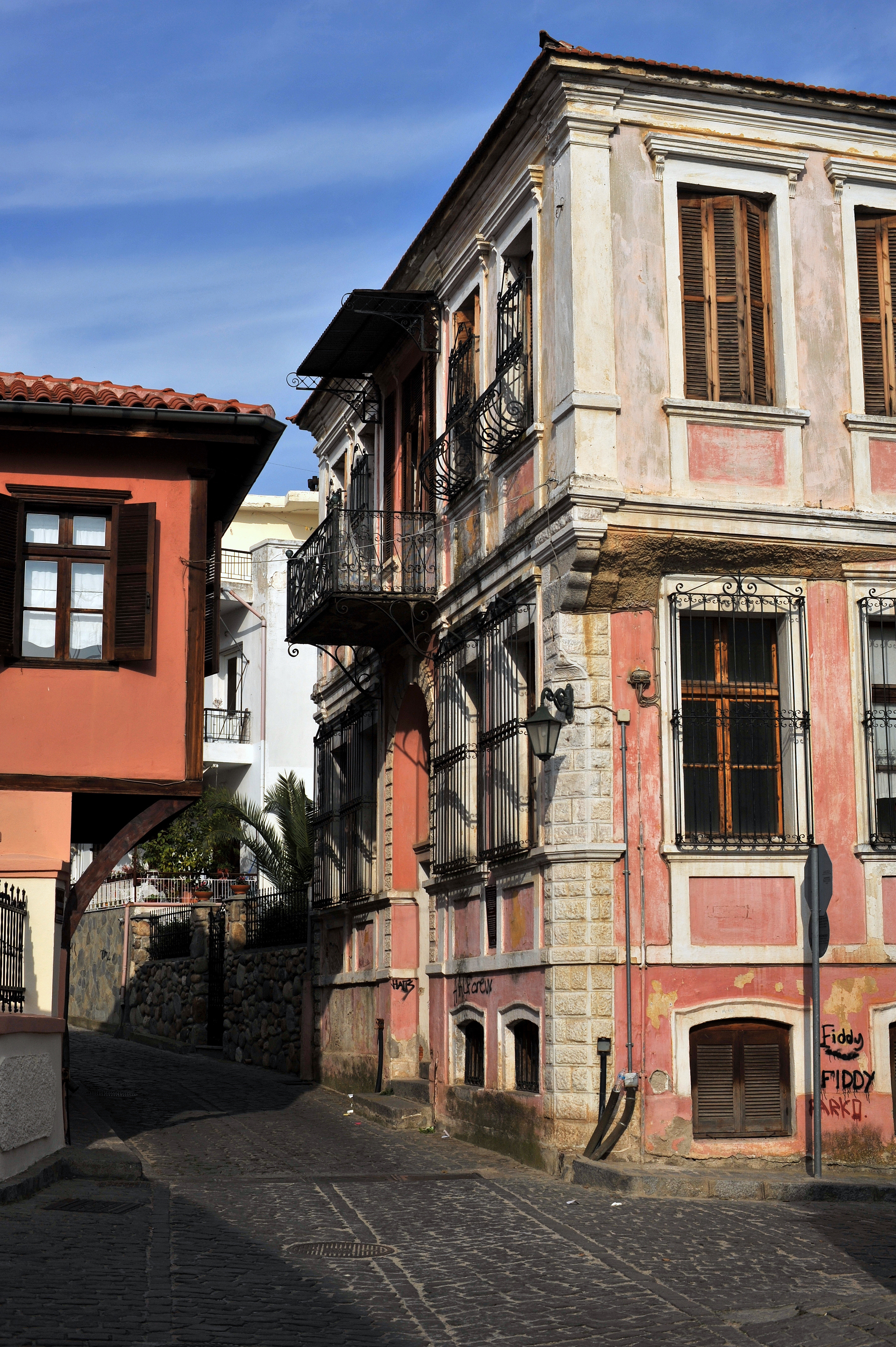
Старый город
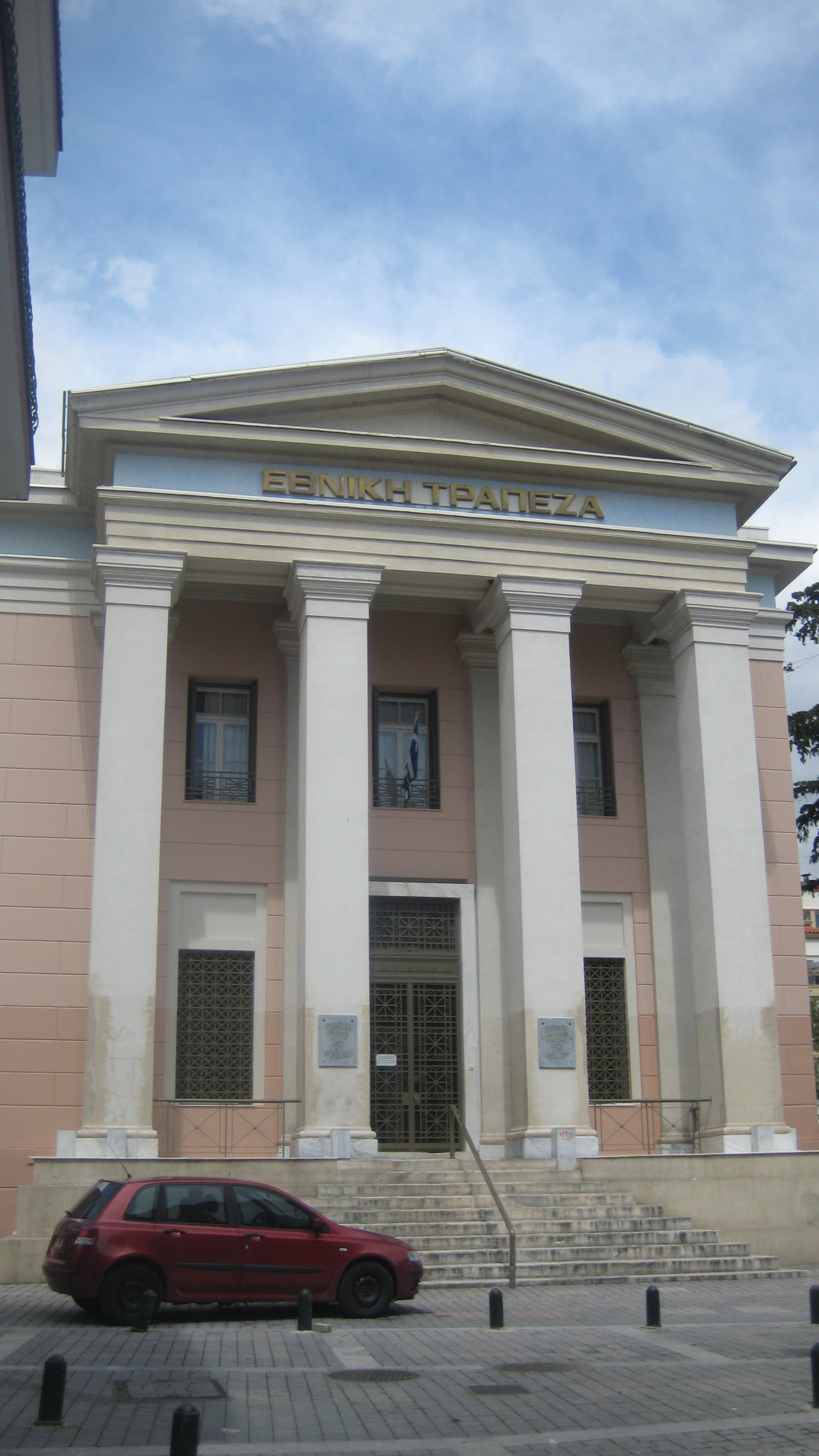
Здание Национального банка Греции
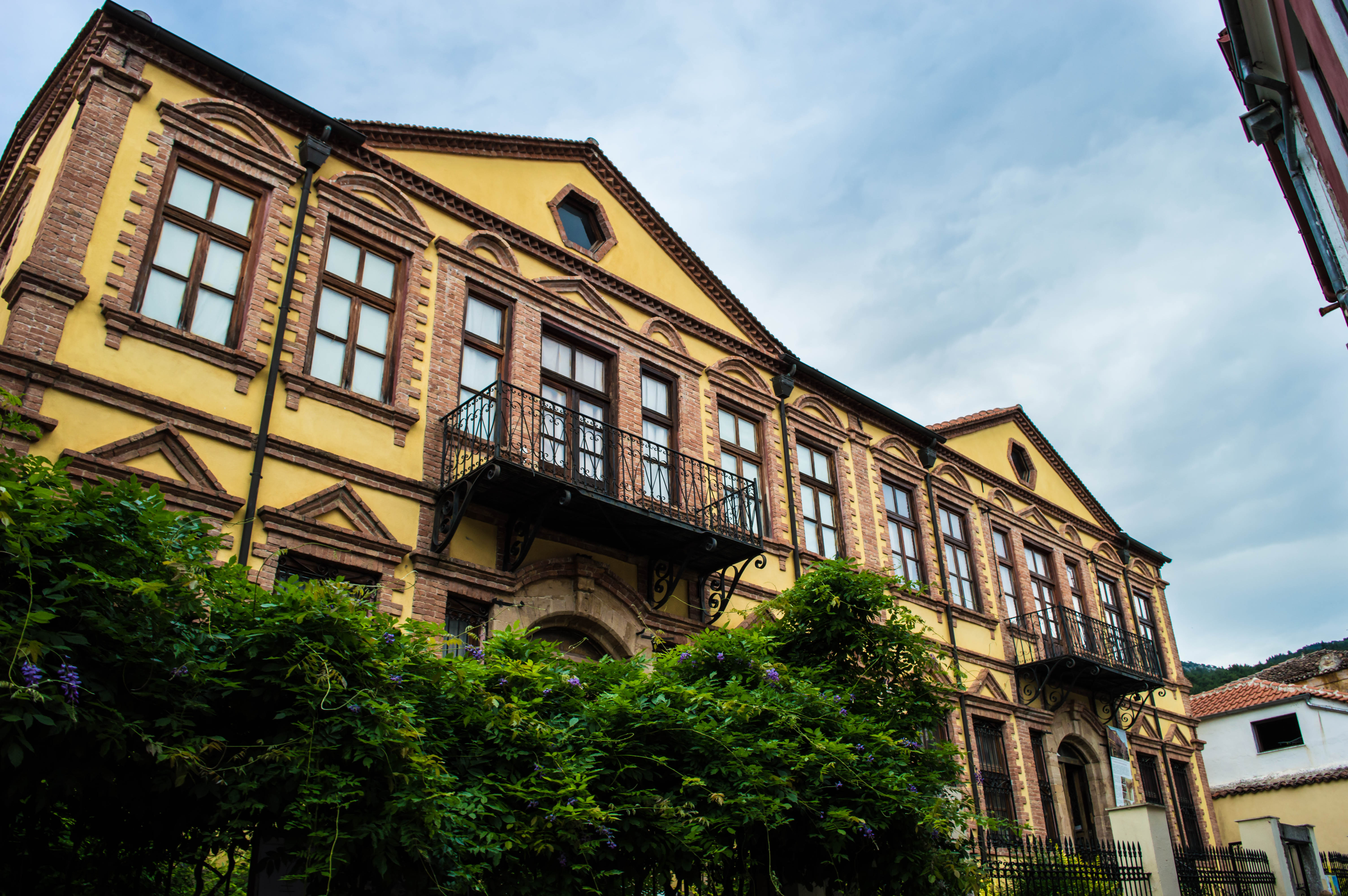
Музей фольклора
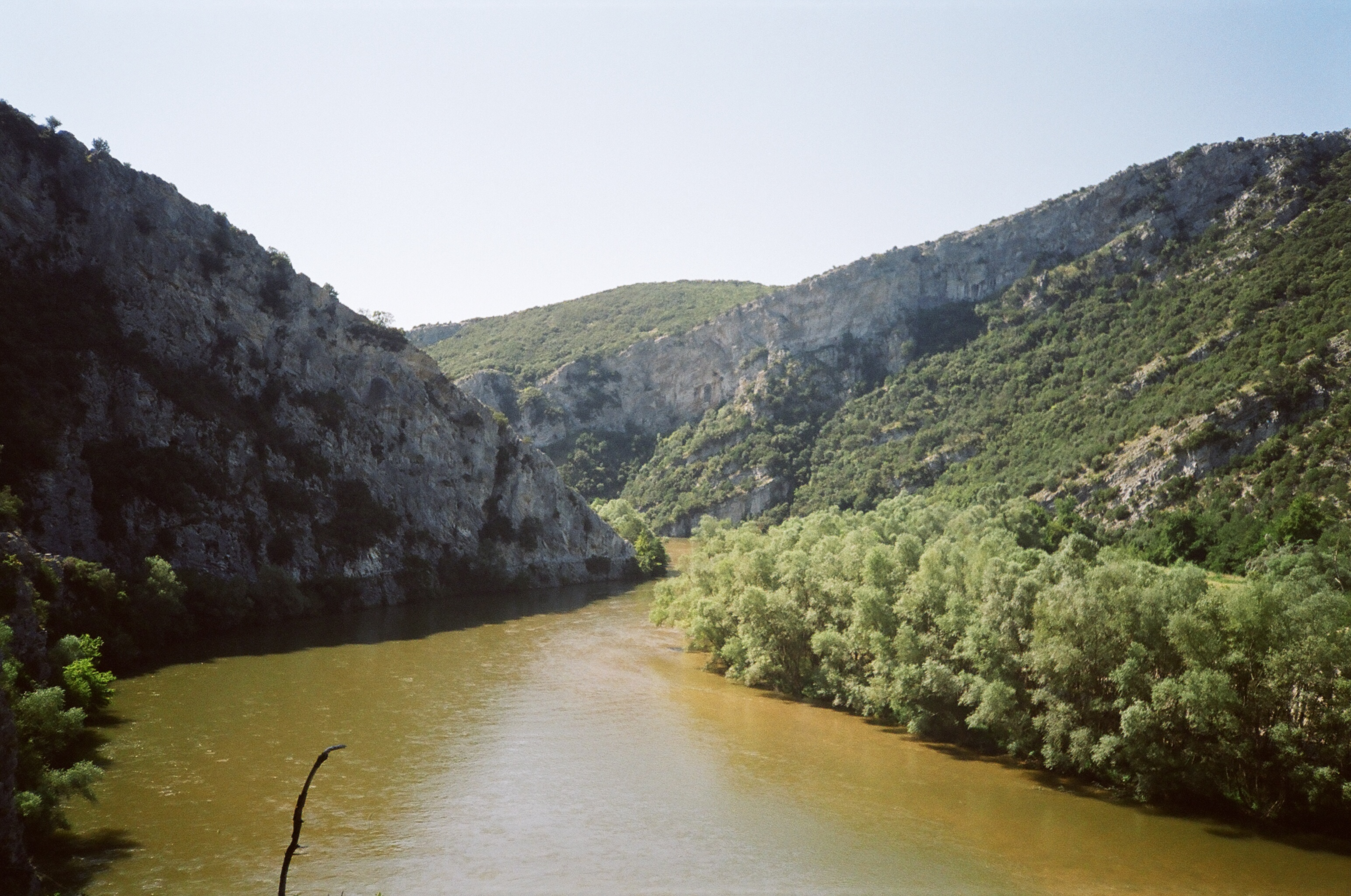
Река Нестос
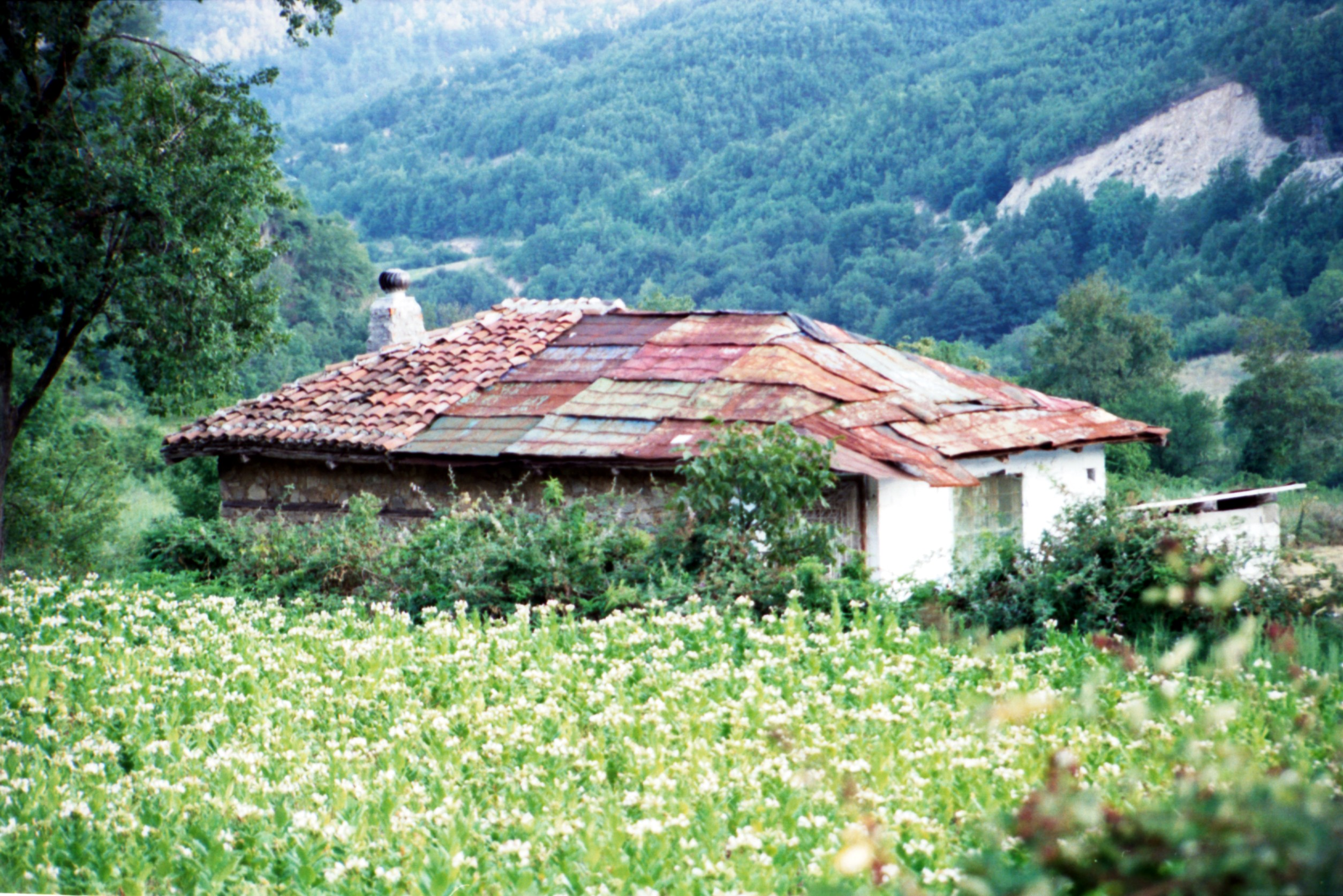
Вид на окрестности
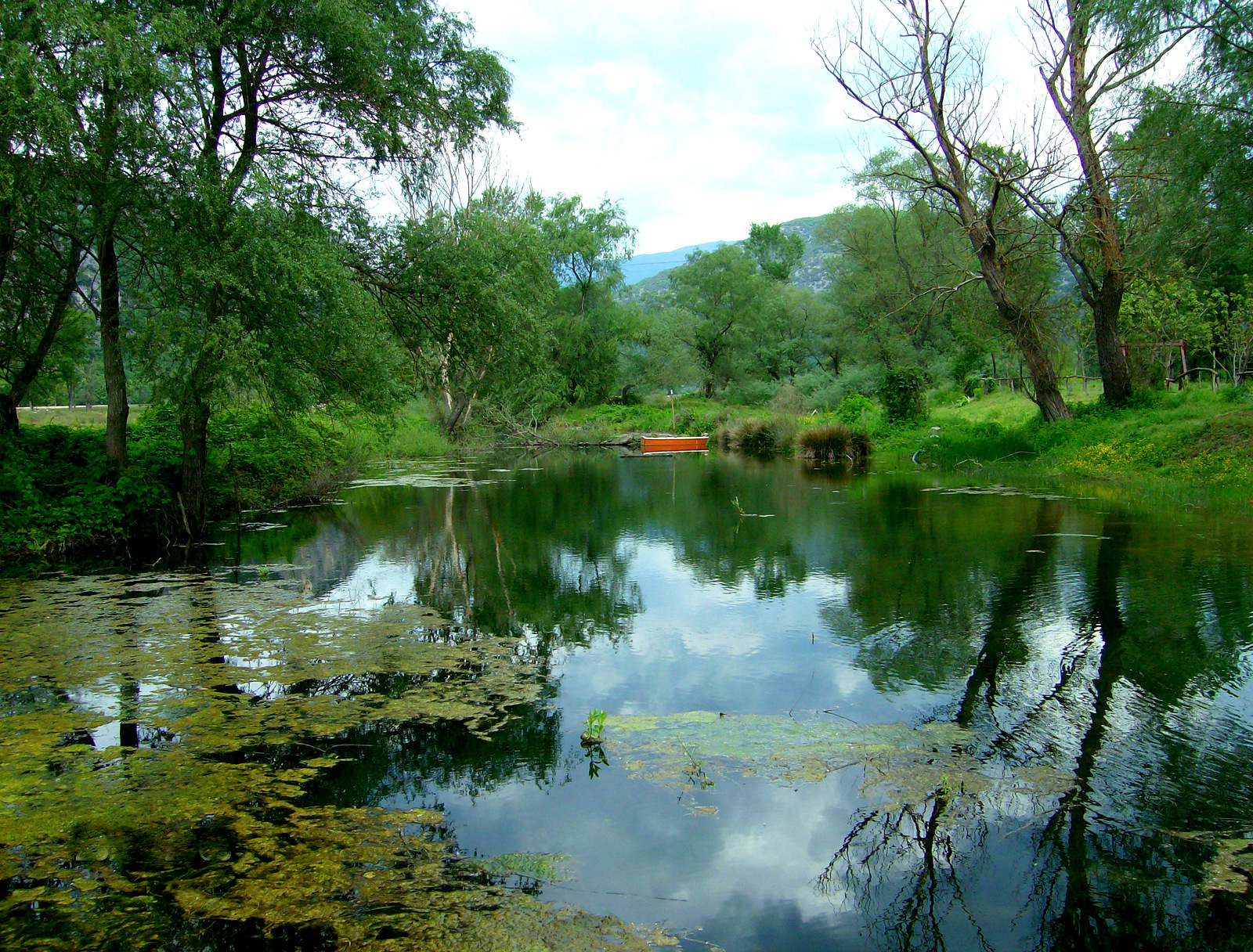
Река Нестос за городом
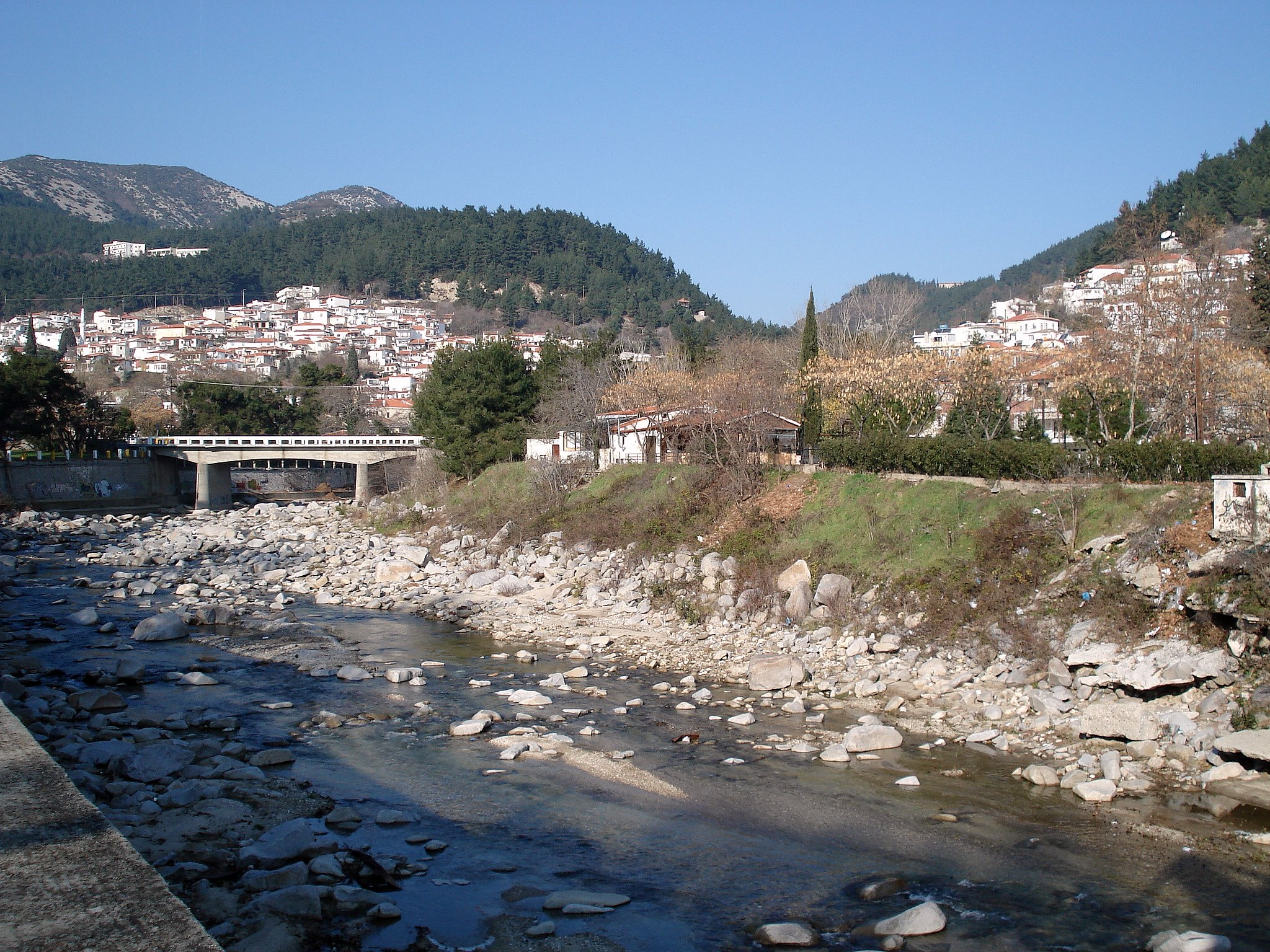
Вид Ксанти из реки Косинтос
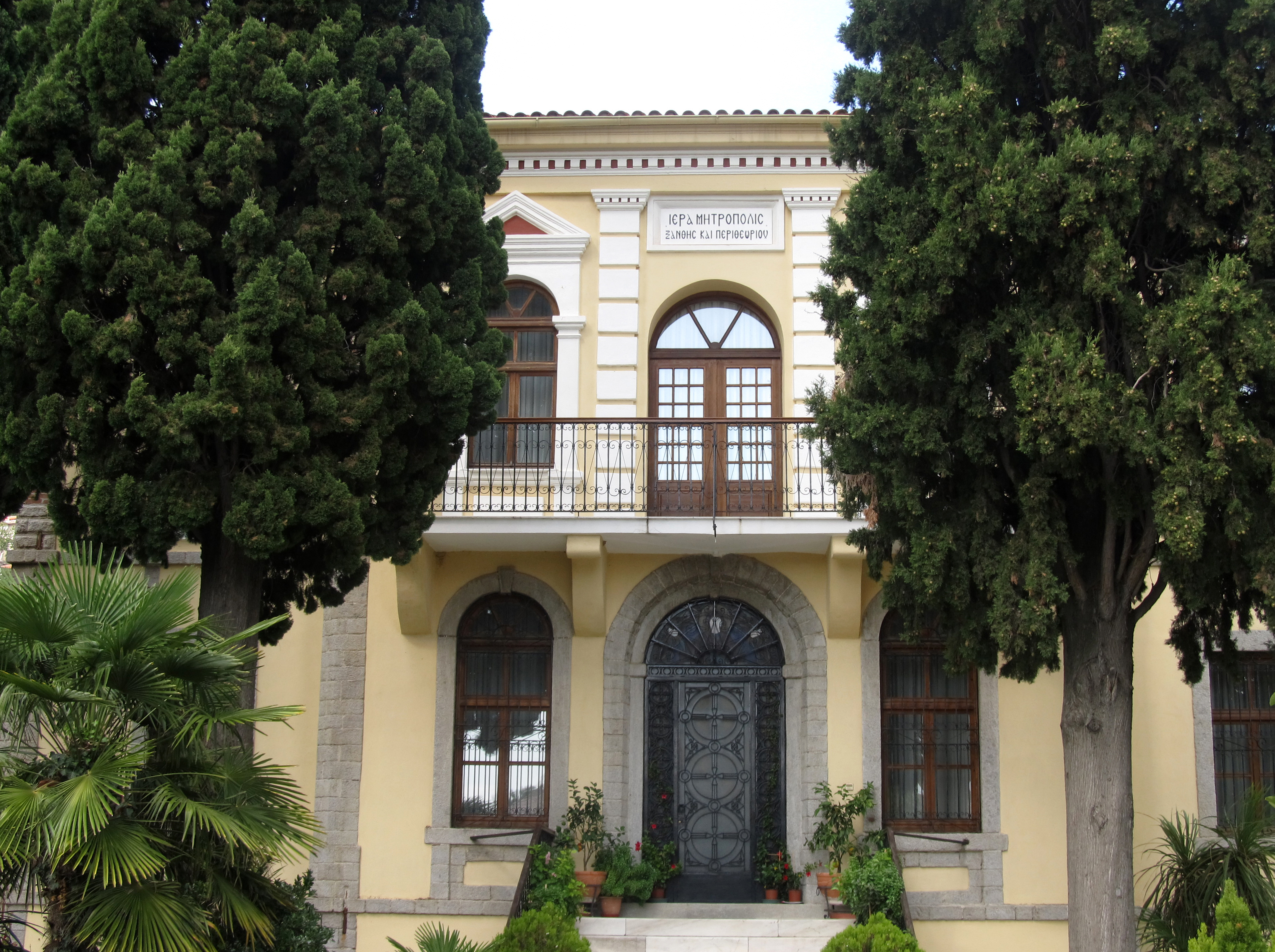
Ксанфийская и Перифеорийская митрополия Элладской православной церкви
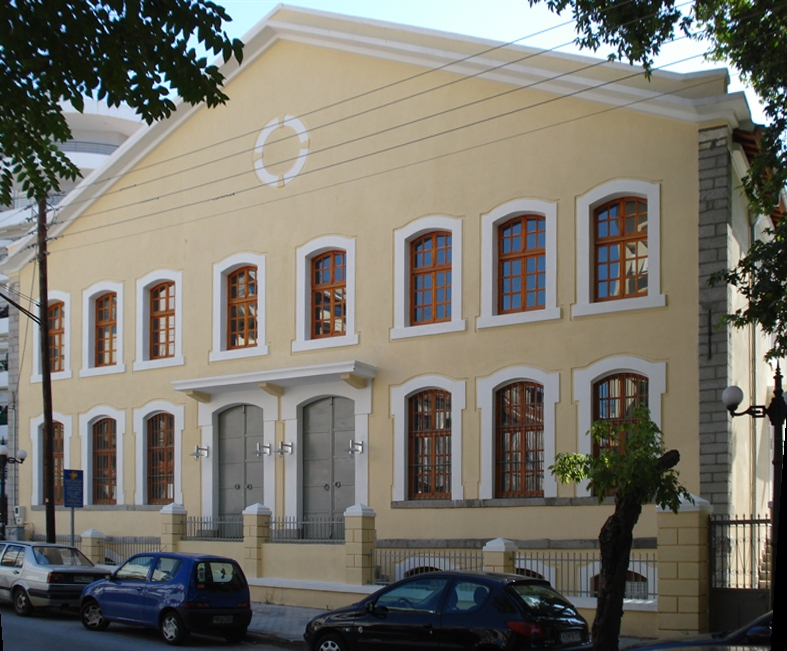
Старые табачные склады, сегодня восстановленный музей
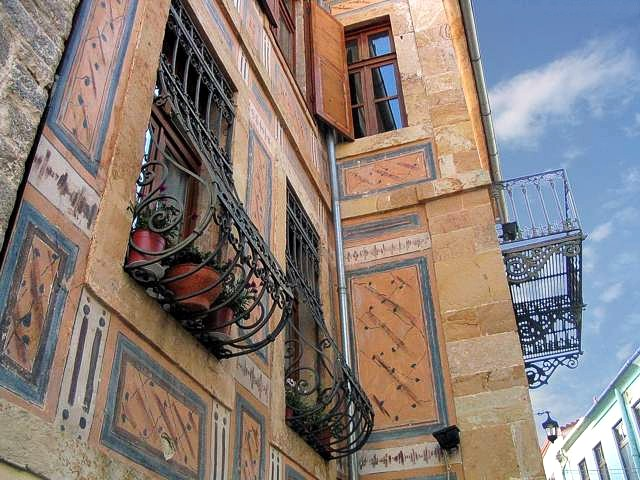
Старый особняк
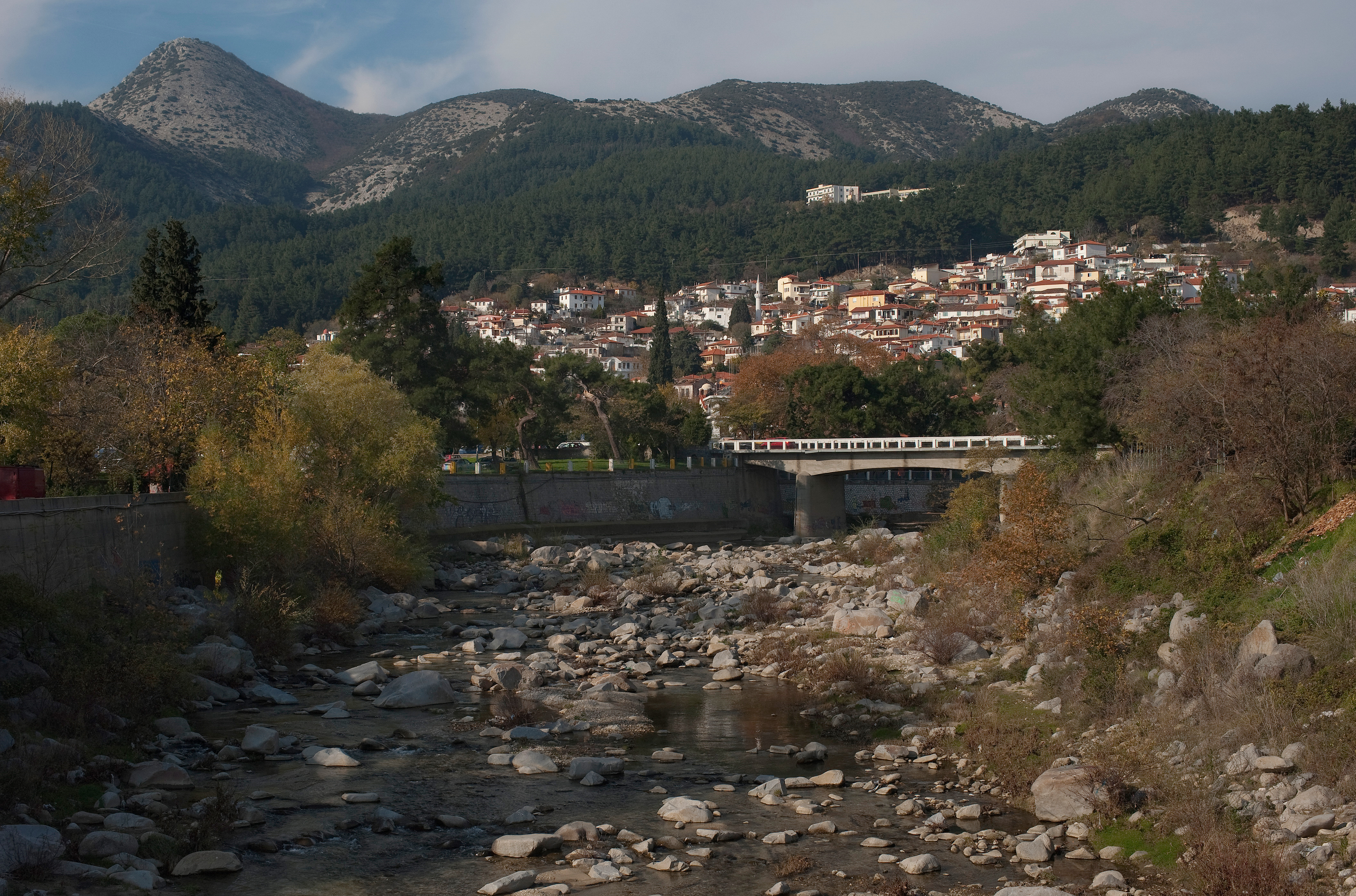
Вид на старый город с реки Косинтос
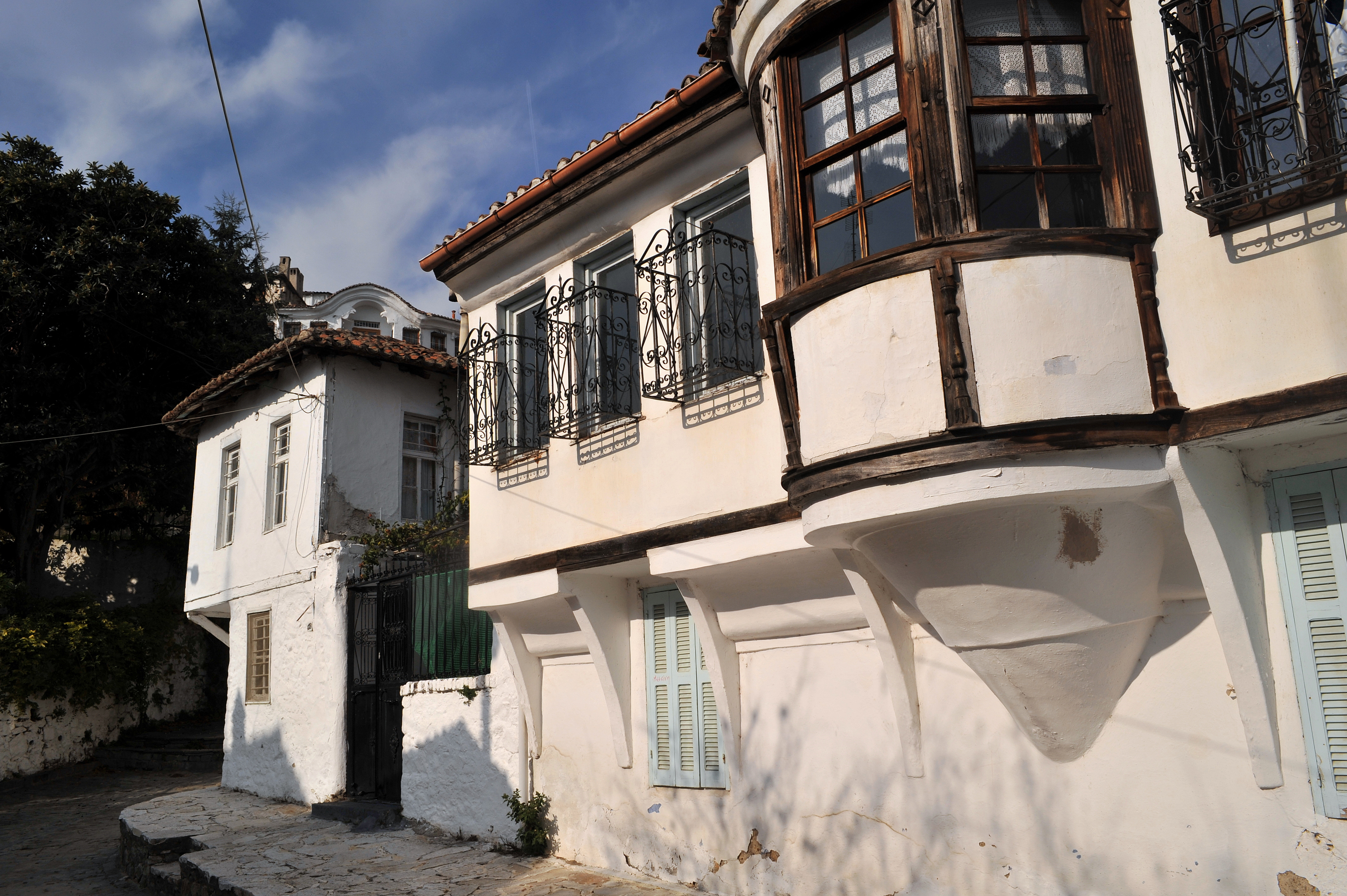
Улица в старом городе